# Walt Kiesling
Walter Andrew Kiesling (Saint Paul, Minnesota, 27 de mayo de 1903 – Pittsburgh, Pensilvania, 2 de marzo de 1962), más conocido como Walt Kiesling, fue un jugador profesional estadounidense de fútbol americano que se desempeñó en la posición de guard en la National Football League (NFL). Es miembro del Salón de la Fama del Fútbol Americano Profesional.

## Carrera
Kiesling jugó como profesional dos temporadas en Duluth Kelleys/Eskimos (1926-1927), después pasó por varios equipos, Pottsville Maroons (1928), Chicago Cardinals (1929-1933), Chicago Bears (1934), Green Bay Packers (1935-1936), y finalmente, se unió a Pittsburgh Steelers, donde jugó dos temporadas (1937-1938), y fue el equipo en el que se retiró.

## Reconocimiento
El 17 de septiembre de 1966, fue seleccionado para ser miembro del Salón de la Fama del Fútbol Americano Profesional.